# 煙突ミサイル
煙突ミサイル（えんとつミサイル）は、アニメ『宇宙戦艦ヤマトシリーズ』に登場する架空の兵器。

## 概要
正式名称は「対防空用垂直線方向長距離ミサイル」。ヤマトの艦橋の後方（水上艦艇である史実の戦艦大和の煙突に相当する箇所）に装備されている、煙突を連想させる形状の8連装発射管から発射されるミサイルである。逐次装填型で同時に誘導可能であり、射撃間隔は0.2秒から2秒。船体に対して直上を指向するなど、現実世界でのVLSに近い。戦艦大和と類似する形状を持つヤマトの武装のうち、船体直上を攻撃可能な唯一の装備である。『宇宙戦艦ヤマト』のリメイク作品『宇宙戦艦ヤマト2199』では、対空ミサイルや対艦ミサイルだけでなく、対地ミサイルの射撃も可能となっている。
なお、『宇宙戦艦ヤマトIII』に登場するアリゾナにも煙突状の装備があるが、これは煙突型パルスレーザー砲であり、本項でいう煙突ミサイルとは別種の装備である。

## 劇中での登場
宇宙戦艦ヤマト
ガミラス帝国の冥王星基地攻略戦で反射衛星砲破壊工作の陽動のために弾道ミサイルとして使用され、戦略核兵器を連想させるほどの破壊力を見せつけた。ガミラス本星決戦ではヤマトの上方から降り注ぐ大型ミサイルの迎撃に使用されている。
さらば宇宙戦艦ヤマト 愛の戦士たち
都市帝国戦において、下部の砲を破壊する際に使用された。
宇宙戦艦ヤマト2
ヤマトの自動化方向への改造に反対する古代に対し、地球防衛軍の参謀が煙突ミサイルを「時代遅れの旧式装備」と酷評している。
宇宙戦艦ヤマト 新たなる旅立ち
イスカンダルへの救援に駆けつけた際に交戦した暗黒星団帝国の護衛艦隊の下方へ入り込み、連続発射で敵艦隊を破壊した。なお、この時の煙突ミサイルは、敵艦を貫くような描写になっている。
宇宙戦艦ヤマトIII
他作品と比較して大幅に出番が増えている。ガルマン・ガミラス帝国のダゴン艦隊やスカラゲック海峡星団でのボラー連邦本国艦隊の殲滅に寄与するなど、大きな戦果を挙げた。
宇宙戦艦ヤマト 復活篇
ブラックホール宙域における星間国家連合艦隊との戦闘において、フリーデ艦隊へ使用した。
宇宙戦艦ヤマト2199
ヤマトの煙突状上部構造物に「八連装ミサイル発射塔」という正式名称が設定されている。
ガミラスの冥王星前線基地へ主砲の三式融合弾とともに空対地ミサイルの連続攻撃を行い、基地を壊滅させた。本編ではこれ以降の使用シーンはないが、映画『宇宙戦艦ヤマト2199 星巡る方舟』では上方のガトランティス軍への攻撃に使用され、艦を撃沈するなどの戦果を挙げている。